# 假弯巴蜗牛
假弯巴蜗牛（学名：Bradybaena pseudocampylaea）为巴蜗牛科巴蜗牛属的动物，是中国的特有物种。分布于四川、甘肃、云南等地，生活环境为陆地，一般生活于山区、丘陵地带、农田附近潮湿多腐殖质的灌木杂草丛以及腐木、落叶或石块下。